# Tornatinidae
Tornatinidae zijn een familie van weekdieren uit de klasse van de Gastropoda (slakken).

## Geslacht
- Acteocina Gray, 1847

### Synoniemen
- Actaeocina => Acteocina Gray, 1847
- Didontoglossa Annandale, 1924 => Acteocina Gray, 1847
- Tornatina A. Adams, 1850 => Acteocina Gray, 1847
- Utriculastra Thiele, 1925 => Acteocina Gray, 1847